# Woldstedtius nigrolineatus
Woldstedtius nigrolineatus är en stekelart som först beskrevs av Gabriel Strobl 1903.  Woldstedtius nigrolineatus ingår i släktet Woldstedtius och familjen brokparasitsteklar. Inga underarter finns listade i Catalogue of Life.